# Bibliobus

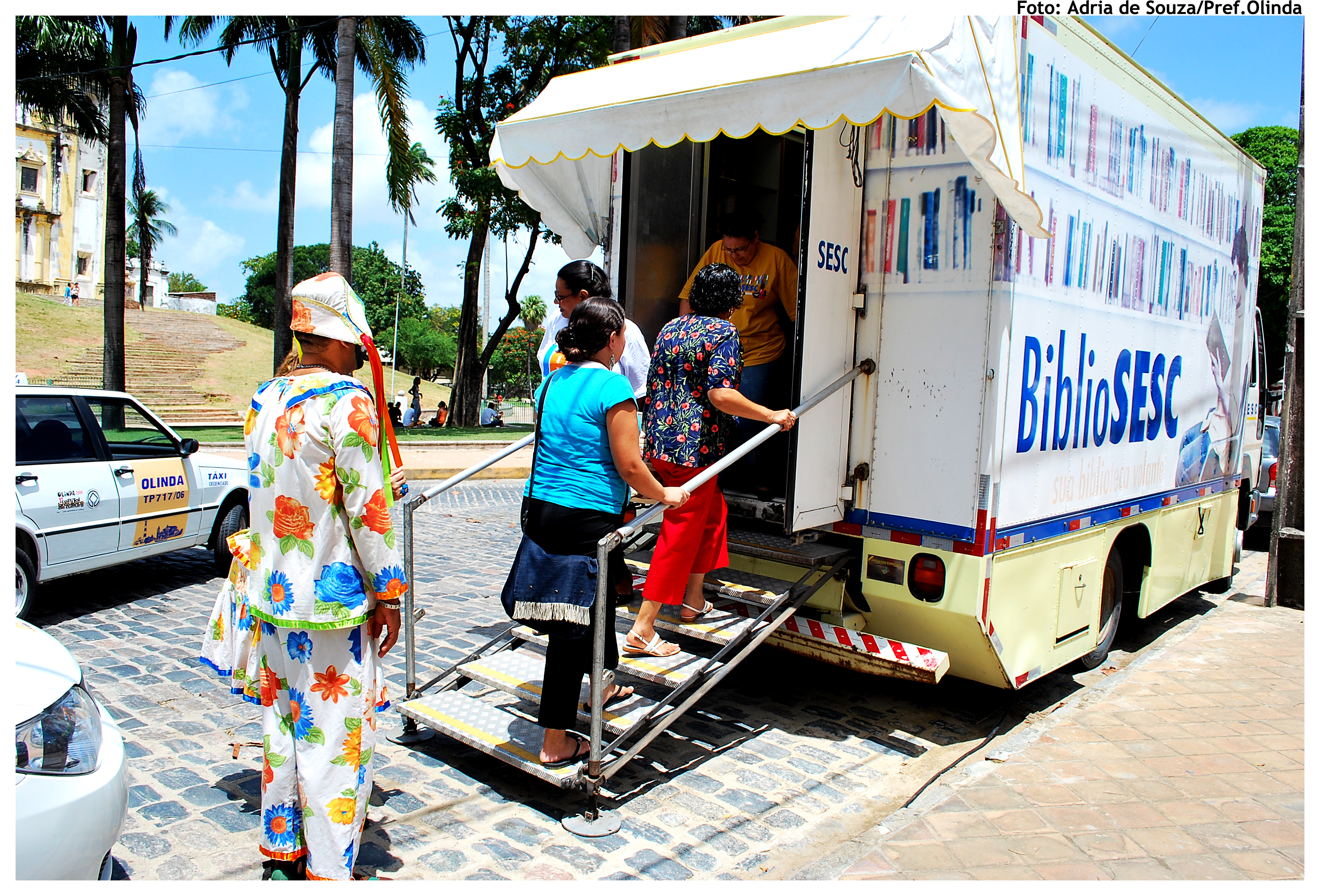
Libreria mobile a Olinda, Brasile.

Un bibliobus o biblioteca mobile o biblioteca itinerante è un veicolo che contiene libri sistemati su scaffali in modo da consentirne l'accesso agli utenti quando è in sosta, come se fosse una biblioteca.

## Caratteristiche

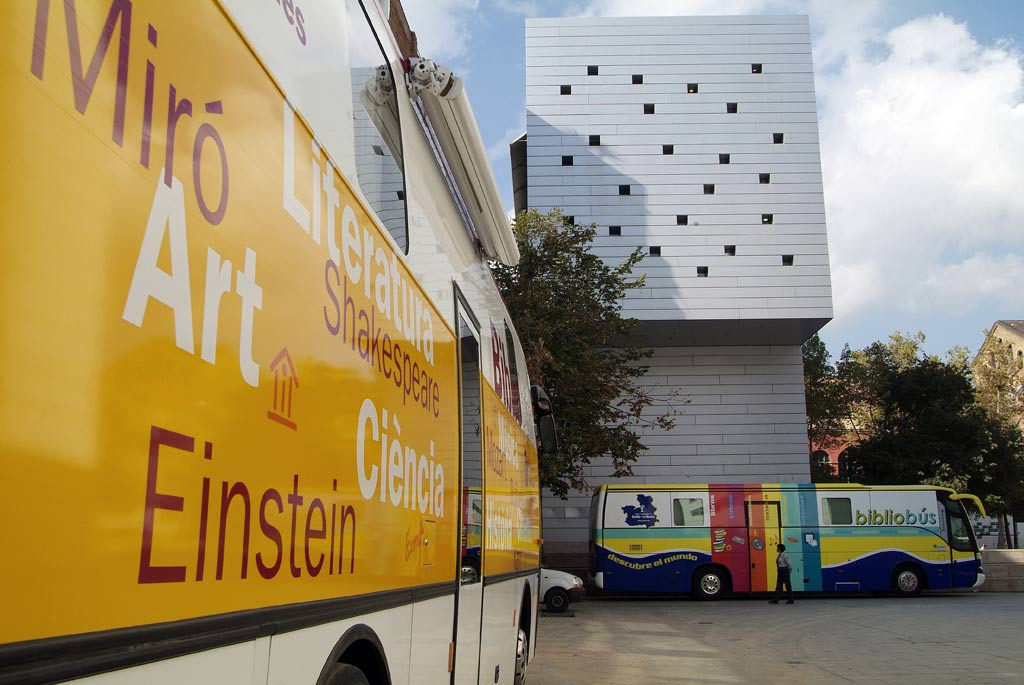
Bibliobus a Barcellona.

In conformità con le linee guida IFLA/UNESCO, il bibliobus spesso fornisce servizi bibliotecari a luoghi privi di edifici adibiti a biblioteche, situati in zone rurali o montane, ovvero può raggiungere gruppi o singoli individui che abbiano difficoltà a recarsi in biblioteca, come gli ospiti delle case di riposo, o può essere destinato alla giocosa educazione alla lettura dei bambini. Alcuni bibliobus visitano le classi elementari in orario di lezione, fungendo in questo modo da biblioteche scolastiche. Inoltre «il servizio di Bibliobus può rappresentare una valida risposta nella diffusione dei servizi bibliotecari raggiungendo e collegando frazioni, piccoli comuni o grandi centri cittadini, (...) può valorizzare la visibilità della biblioteca, contribuire alla qualità del servizio bibliotecario e ad una razionalizzazione delle risorse».
«Pensate in diverse città e Paesi del mondo, le biblioteche mobili sono state realizzate con i mezzi più disparati: l'autobus, la barca (nel 1958), la bicicletta, la moto (in Perù), elementari contenitori mobili (uno zaino, una cassa, una cesta).»
La forma e le dimensioni del bibliobus possono variare, a volte vengono modificati degli autobus, spesso vengono utilizzati camion di diversa grandezza. Talvolta sono semplici rimorchi anche di grandi dimensioni, dotati di sistemi di incastro sostenuti da pistoni. Con tali mezzi di trasporto speciali vengono stabilite fermate in un itinerario preciso, con cadenze settimanali o più lunghe, in modo che l'utenza possa effettuare prestiti e restituzioni, prenotare titoli o usufruire dei servizi interbibliotecari.
In genere le collezioni offerte dai bibliobus sono organizzate e gestite da personale adeguatamente preparato. Oltre ai libri, un bibliobus può contenere documenti cartacei di grandi dimensioni, audiolibri, CD-ROM, videocassette, DVD ed attrezzature informatiche anche con accesso ad Internet.

## Storia
«La prima iniziativa conosciuta è 1859, a Warrington (UK). Dopo la prima guerra mondiale biblioteche mobili furono create con l'eccedenza dei veicoli dell'esercito nelle contee inglesi, e altre iniziative simili furono organizzate privatamente anche in America e in Scandinavia. Nel 1938 un bibliotecario norvegese, che lavorava part-time, riempì il suo furgone con libri della biblioteca locale per distribuirli agli utenti.»

### Italia

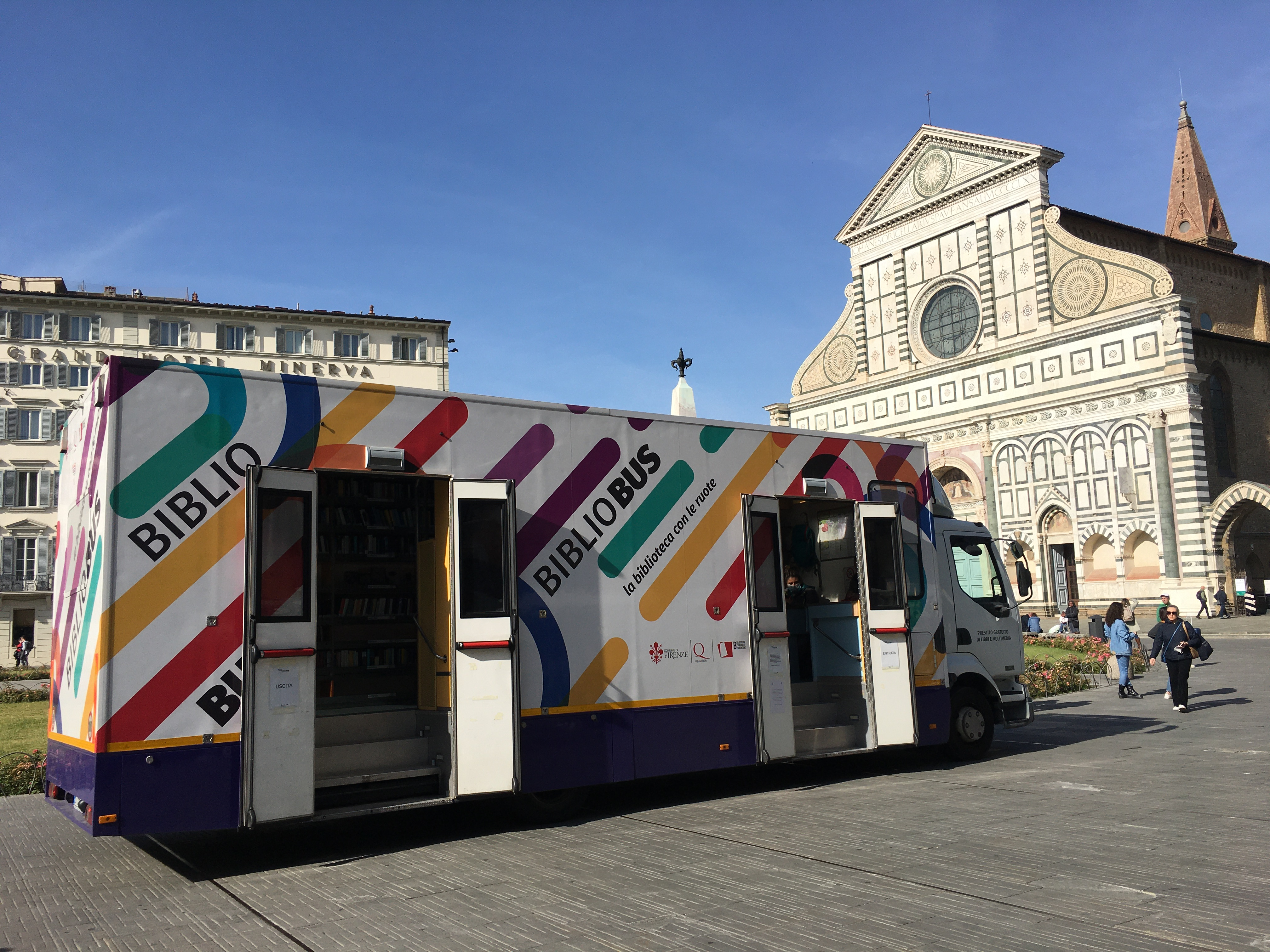
Bibliobus a Firenze, piazza Santa Maria Novella

In Italia il bibliobus ha storia più recente, ma la sua diffusione riguarda tutto il territorio nazionale, dalle grandi città ai piccoli comuni.
Le primi disquisizioni circa la possibilità di una biblioteca ambulante e itinerante risalgono al secondo dopoguerra, anche se è ricordato un primissimo tentativo effettuato nella provincia di Pistoia all'inizio del secolo da Desiderio Chilovi, direttore della Biblioteca nazionale di Firenze. Un progetto di furgone adattato al trasporto dei libri fu presentato in occasione del Convegno per le biblioteche popolari e scolastiche tenutosi a Palermo nel novembre 1948, e ampia diffusione ebbero gli studi sul tema di Virginia Carini Dainotti. Si stima che dal 1952 al 1956 furono almeno quindici le realtà in Italia a sperimentare l'utilizzo del bibliobus, sempre per singola iniziativa di bibliotecari e soprintendenti; nel 1956 la Direzione generale del Ministero della pubblica istruzione stanziò per la prima volta finanziamenti per l'acquisto di bibliobus.
I primissimi servizi di bibliobus in Italia furono quelli organizzati da Stelio Bassi, direttore della Biblioteca statale di Cremona, che coinvolse dodici comuni della provincia cremonese (1951), e da Emma Coen Pirani, direttrice della Biblioteca Estense di Modena, la quale nel 1952 riuscì a istituire un nuovo organismo, la "biblioteca mobile di soprintendenza" ("Centro mobile di lettura" dal 1953) che permise la nascita in Emilia di un sistema di reti provinciali di posti di prestito (oltre a Modena il servizio si estese anche alle province di Reggio Emilia, Parma e Ferrara).
Tuttavia, il caso più noto di bibliobus fu quello organizzato a partire dal 1953 dallo scrittore Luciano Bianciardi, direttore della Biblioteca Chelliana di Grosseto, spesso erroneamente indicato come l'"inventore" del servizio. Sempre nel corso degli anni cinquanta, la soprintendente Angela Daneu Lattanzi istituì il servizio gestito dalla Soprintendenza bibliografica dell'Assessorato alla pubblica istruzione regionale "per le province della Sicilia Occidentale, prive di biblioteca", affidandolo a Giuseppina Li Calsi (1917-2001). Del servizio scrisse Anna Maria Dotto (1919-1994), impiegata presso la Soprintendenza e successivamente direttore di biblioteca.
Della metà degli anni sessanta è il documento curato dalla Commissione di studio nata in seno all'Associazione italiana biblioteche per l'esame di un nuovo ordinamento delle biblioteche degli enti locali. In tale documento vengono evidenziate le stesse finalità che si troveranno in seguito indicate nelle linee guida IFLA/UNESCO, con il preciso riferimento alla necessità di dotare di biblioteche mobili le zone meno servite dai servizi bibliotecari stabili. Diversi anni più tardi anche l'implementazione e la gestione dei bibliobus troveranno nella letteratura professionale una teorizzazione fra i compiti dei bibliotecari qualificati.
La maggior parte delle biblioteche mobili in Italia nasce fra la fine del XX e l'inizio del XXI secolo. La loro diffusione riguarda tutto il territorio nazionale da nord a sud, dai piccoli ai grandi centri, e molte sono le pubblicazioni e le iniziative che ne trattano: la Regione Toscana ha curato una bibliografia ed un volume con le indicazioni per realizzare e gestire il servizio di bibliobus, e sempre la stessa regione ha collaborato al «Primo raduno di Biblioteche Mobili toscane e nazionali», tenutosi nel 2005. Il sito web dell'Associazione italiana biblioteche riporta molte notizie su nascita e sviluppo di questo tipo di servizio, come ad esempio le prime esperienze nella periferia nord-ovest di Roma nel 2001, o il percorso di un bibliobus progettato per la spiaggia nel 2003 in Abruzzo.
Nel 2012, in occasione del terremoto dell'Emilia, vennero utilizzati bibliobus per aiutare in particolare le biblioteche di Mirandola e di Finale Emilia.
Dal 2 settembre 2020 è in corso il servizio Bibliobus organizzato dalla biblioteca VEZ e dalla Rete Biblioteche Civiche di Venezia. 15 tappe sparse per i quartieri di Mestre e 1 500 libri a bordo per età differenti.
Nel novembre 2020, a seguito della pandemia di COVID-19, le biblioteche della Toscana hanno iniziato ad adottare la prenotazione online con consegna a domicilio o ritiro in sede, senza contatto con il pubblico.

### Paesi anglosassoni

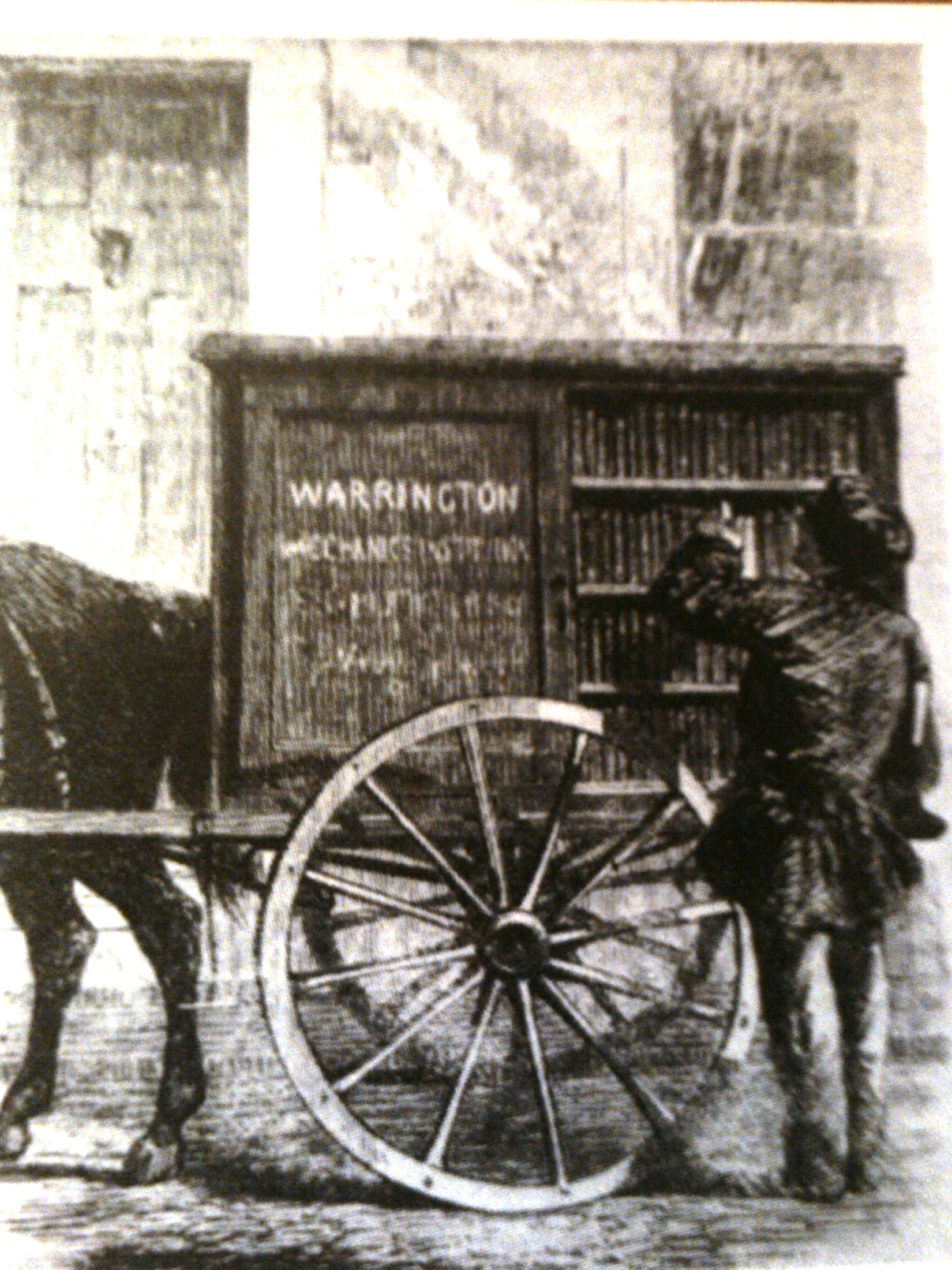
La biblioteca ambulante di Warrington, Inghilterra, 1859

La prima notizia relativa ad una biblioteca ambulante risale al 1857, in Cumbria, dove un mercante e filantropo vittoriano, George Moore, creò il progetto di «diffondere buona letteratura fra la popolazione rurale»: «un bibliotecario deve essere presente in ogni stazione, per ricevere i libri e prestarli ai membri della società».
Nel 1858 l'Istituto tecnico di Warrington organizzò sempre sul suolo britannico la Warrington Perambulating Library, una biblioteca itinerante trainata da cavalli.
Nella parte nordoccidentale della Contea di Fairfax, in Virginia, una biblioteca mobile era attiva nel 1890, anche se soltanto nel 1940 venne istituito un servizio di bibliobus che interessava l'intera contea.
Una delle prime biblioteche mobili statunitensi fu quella creata nel 1904 dalla People's Free Library per le aree rurali della Contea di Chester (Carolina del Sud), costituita da un carro con contenitori in legno ricolmi di libri trainato da un mulo.
Un'altra fra le prime biblioteche mobili statunitensi fu quella sviluppata da Mary Lemist Titcomb (1857–1932), bibliotecaria presso la Free Library della Contea di Washington (Maryland), che si rese conto di come la sua biblioteca non riuscisse a raggiungere tutte le persone che avrebbe potuto, in particolare nelle zone rurali. Non essendo stata efficace nemmeno la presenza di casse contenenti ciascuna collezioni di 50 libri disponibili presso le botteghe e gli uffici postali della contea, nel 1905 la Free Library predispose l'utilizzo di un carro che provvedesse alla distribuzione porta a porta anche nelle parti più remote della contea stessa.
La bibliotecaria Sarah Byrd Askew (1877–1942), alla guida della sua Ford Model T equipaggiata di una collezione di libri, fu una pioniera nell'utilizzo della biblioteca itinerante nelle aree rurali del New Jersey a partire dal 1920.
Durante i giorni della Works Progress Administration tra il 1936 ed il 1943, bibliotecari a cavallo o a piedi visitarono gli accessi più remoti del Kentucky e dei vicini Appalachi portando libri e documenti a chi non potesse raggiungere autonomamente una biblioteca. Talvolta facevano affidamento su un contatto centralizzato che li aiutava nella distribuzione.
Le biblioteche mobili nel mondo anglosassone raggiunsero il massimo della popolarità verso la metà degli anni venti del XX secolo.
Nel XXI secolo i bibliobus vengono ancora utilizzati da biblioteche, scuole, attivisti ed altre organizzazioni. Alcuni li trovano fuori moda a causa dei costi elevati e della loro scarsa funzionalità, mentre altri li considerano più convenienti rispetto alla costruzione di nuove biblioteche: la seconda tendenza è quella prevalente. Per venire incontro alle esigenze ambientali, alcuni produttori hanno effettuato modifiche per diminuire l'inquinamento, ricorrendo per esempio all'energia elettrica.

### Germania
La prima biblioteca mobile regolare venne approntata fra il 1925 ed il 1928 dalla biblioteca civica di Worms, ma soltanto nel 1929 venne avviato in maniera continuativa il servizio itinerante della biblioteca comunale di Dresda.
Nel Saarland intorno al 1927 apparve il precursore della biblioteca motorizzata, o meglio un deposito librario su ruote; distribuzione e prestito venivano effettuati normalmente in un edificio stabile.
Dal 1927 al 1970 a Monaco di Baviera circolò un tram che fungeva da biblioteca ambulante. Tuttavia le fermate erano legate alla rete dei binari e non vi era la possibilità di soste intermedie a richiesta.
Verso la metà degli anni sessanta del XX secolo le biblioteche mobili ebbero un'ulteriore diffusione. Invece a partire dagli anni novanta le ristrettezze economiche spinsero al risparmio città, circondari e comuni e causarono un netto e costante calo del numero dei bibliobus in Germania.
Renania Settentrionale-Vestfalia, Schleswig-Holstein e Baden-Württemberg, seguiti da Baviera, Sassonia-Anhalt, Sassonia e Bassa Sassonia, sono i Länder dotati del numero maggiore di biblioteche mobili.

### Francia
Il servizio venne ideato dall'Associazione dei bibliotecari francesi in occasione dell'esposizione coloniale internazionale del 1931. Il modello venne ripreso nel 1934 dall'editore francese Henri Filipacchi (1900-1961), costretto per motivi di salute a cercare un'occupazione all'aria aperta, per la quale scelse di percorrere la campagna al volante di un camion trasformato in bibliobus. Lo stesso modello venne pure ripreso nel 1938 da Henri Vendel (1892-1949), il bibliotecario di Châlons-en-Champagne che darà origine alla biblioteca mobile della Marna, in seguito estesa a 350 comuni.
A partire dal 1945 e fino agli anni settanta vennero utilizzati dei furgoni come depositi librari mobili. Negli anni duemila tornarono in circolazione con il nome di «navette», termine generico introdotto dalla biblioteca del dipartimento di Saona e Loira per definire l'utilizzo di un veicolo leggero per il trasporto libri.
Nel corso degli anni sessanta comparvero i cosiddetti «bibliobus a palchetti» (bibliobus rayons), veicoli dotati di scaffalatura ad imitazione delle biblioteche vere e proprie, destinati inizialmente a sostare sulla piazza dei paesi, dei quartieri e presso le scuole. Essendo costosi e poco apprezzati dalla popolazione, dagli anni ottanta il loro utilizzo diminuì fino ad azzerarsi, e da allora i «bibliobus a palchetti» vengono impiegati sia per il rifornimento di materiale librario alle biblioteche dei paesi e delle cittadine, sia per il servizio di prestito anche interbibliotecario. Tale duplice utilizzo spesso complica la manutenzione: questo forse uno dei motivi che ha contribuito a diffondere l'impiego delle «navette» di dimensioni, carico e frequenza variabili, talvolta intercalato a quello dei veri e propri bibliobus. Più in generale, oltre ai costi minori, il vantaggio offerto dalle «navette» è quello di facilitare gli scambi di volumi fra comuni diversi nell'ottica di una rete di collaborazione, agevolata a partire dalla fine del XX secolo dalla possibilità di prenotazione online offerta dal riversamento del catalogo su Internet.

### Spagna
Il servizio è regolato da norme stabilite dal gruppo di lavoro sui bibliobus nato nel 1997 in seno al programma di cooperazione bibliotecaria fra il Ministero dell'educazione, della cultura e dello sport e le Comunità autonome, con l'obiettivo di analizzare la situazione delle biblioteche mobili spagnole e promuoverne sviluppo e diffusione affinché il servizio raggiunga le zone rurali, le aree scarsamente popolate e la popolazione con esigenze specifiche. Le norme sono importanti per garantire la precisione nella pianificazione degli orari e dei tempi di permanenza di un bibliobus in un determinato luogo, affinché il servizio sia efficace. Per lo stesso motivo occorre una gestione da parte di professionisti qualificati, che dal 1998 viene curata dall'Asociación de Profesionales de Bibliotecas Móviles (ACLEBIM), che organizza anche congressi nazionali sulle biblioteche mobili spagnole.
I precursori del bibliobus furono le biblioteche circolanti. Il più importante progetto fu portato avanti durante la Seconda repubblica spagnola, quando vennero create all'incirca cinquemila biblioteche, tra stabili e mobili.
La realizzazione e lo sviluppo maggiore in questo tipo di servizio si ebbe in Catalogna, attraverso le succursali di biblioteche, create con fondi pubblici, e le biblioteche scolastiche mobili, sostenute tramite fondi privati. Prima ancora, tuttavia, il Governo della Catalogna aveva promosso il servizio di "biblioteche al fronte" (Servicio de Bibliotecas en el Frente) durante la guerra civile spagnola, iniziativa realizzata nel maggio del 1938 con lo scopo di consentire la lettura ai combattenti attraverso l'adattamento di un camion riempito di libri che raggiungeva il fronte e gli ospedali della prima linea e le retrovie. Questo bibliobus pioniere attraversò tutta la Catalogna e terminò il suo servizio nel gennaio del 1939, con la sconfitta del partito repubblicano, quando venne utilizzato per trasportare in esilio in Francia scrittori ed intellettuali catalani fra cui Mercè Rodoreda.
Nel 1949 la Provincia di Soria organizzò un servizio di biblioteche circolanti, grazie allo sforzo dei Centri di coordinamento appena costituiti dalla Direzione generale degli archivi e delle biblioteche (Dirección General de Archivos y Bibliotecas).
Il 12 ottobre 1953 la Dirección General de Archivos y Bibliotecas inaugurò il primo bibliobus, che divenne operativo un paio di mesi dopo nella periferia e nei sobborghi di Madrid, ed al quale vennero aggiunti due ulteriori nel 1956: uno per rinforzare il servizio a Madrid, l'altro per il centro di coordinamento di Oviedo. Altri due vennero poi destinati rispettivamente a Saragozza e Castellón de la Plana, e nel 1963 Madrid ottenne il suo terzo bibliobus.
Nel marzo del 1957, in pieno franchismo, l'associazione di biblioteche popolari (Bibliotecas Populares) della Diputació di Barcellona inaugurò la Biblioteca móvil número 1, un bibliobus destinato a diffondere la cultura nei quartieri di Barcellona non ancora dotati di biblioteche. Ad esso venne in seguito affiancato un secondo bibliobus, Biblioteca móvil número 2, e nel 1973 la Diputació di Barcellona assegnò un bibliobus anche alle zone rurali. Quando, vent'anni dopo, fu necessaria la sostituzione del mezzo ormai obsoleto, si riconsiderò il servizio dal punto di vista del riequilibrio delle disparità sociali: in questo modo venne iniziato un processo di diffusione capillare del servizio stesso in tutta la Catalogna.
Negli anni settanta del XX secolo il servizio venne ampliato all'intero territorio nazionale, poi rinnovato, migliorato ed esteso ulteriormente negli anni ottanta.
I dati statistici dell'anno 2010 indicano l'esistenza in Spagna di trenta servizi di bibliobus ripartiti in undici comunità che gestiscono 85 mezzi totali in maniera diversa fra loro per quanto riguarda l'ambito amministrativo, gestionale, della qualificazione del personale, dei veicoli impiegati, delle collezioni, del livello di informazione. La comunità con il maggior numero di risorse è quella di Castiglia e León, che conta 31 veicoli, pari al 37% del totale nazionale. Il 79% dei bibliobus spagnoli si concentra in quattro comunità autonome, in cui il servizio ha ottenuto il migliore consolidamento, la migliore dotazione ed il migliore funzionamento: la comunità di Madrid (13 mezzi), la Diputació di Barcellona (9 mezzi), la comunità di Castiglia-La Mancia (10 mezzi) e, in crescita, la comunità di Murcia, con l'11% dei bibliobus.
Esistono invece regioni totalmente prive di questo tipo di servizio, come la Galizia, la Cantabria, i Paesi Baschi, La Rioja, la Navarra e le Isole Baleari.

## Bibliobus nel mondo
In tutto il mondo Internet Archive invia il proprio bibliobus per la stampa su richiesta dei libri liberi dai diritti d'autore.
Nel 2003 la newsletter dell'IFLA mobile section segnalava l'esistenza del più grande bibliobus del mondo a Tampere, in Finlandia.
Le biblioteche mobili sono utilizzate in molti paesi, anche se non in tutti, e specialmente nei paesi in via di sviluppo, sono costituite da veicoli a motore.
- In Québec i furgoni vengono impiegati dalle biblioteche pubbliche come centri di risorse e di servizi, dopo un tentativo d'utilizzo dei bibliobus nelle zone rurali, tentativo rivelatosi inadatto per le difficoltà di circolazione dovute al clima rigido e nevoso.
- In Svezia e Norvegia alcune città e province con particolari condizioni geografiche utilizzano navi-biblioteche, di cui la più nota è la nave Epos[51] appartenente alla Norvegia occidentale; inoltre nel nord della Svezia circolano quattro biblioteche su rotaie.
- In Kenya esistono biblioteche sul dorso di cammelli. La creazione del servizio venne decretata dal governo come atto di beneficenza nei confronti dei distretti di Garissa e Wajir, al confine con la Somalia, e concretizzata nell'ottobre del 1996 attraverso l'utilizzo di tre cammelli, aumentati a dodici nel 2006, che quotidianamente distribuivano 7 000 libri[52] in lingua inglese, somala e swahili.[53] Il servizio venne utilizzato come sfondo per il romanzo The Camel Bookmobile (2007) della giornalista statunitense Masha Hamilton.[54]
- Sulle vette montuose del Venezuela i muli vengono utilizzati come biblioteche mobili: le cosiddette Bibliomulas.[55]
- Nello Zimbabwe una biblioteca mobile tirata da un asino[56] viene utilizzata non soltanto per la distribuzione dei libri, ma anche per consentire l'accesso ad Internet ed alle risorse multimediali.
- L'insegnante colombiano Luis Soriano ed i suoi due asini, Alfa e Beto, portano libri ai bambini nei villaggi rurali due volte la settimana: il servizio è noto come Biblioburro. La CNN elesse Soriano fra i suoi Eroi dell'anno 2010.[57]
- In Thailandia gli elefanti vengono utilizzati per il trasporto di libri e di materiale multimediale e per l'erogazione di servizi ai villaggi più sperduti e privi di altre risorse bibliotecarie.[58]